# NGC 3391
NGC 3391 é uma galáxia espiral (Sc) localizada na direcção da constelação de Leo. Possui uma declinação de +14° 13' 10" e uma ascensão recta de 10 horas, 48 minutos e 56,4 segundos.
A galáxia NGC 3391 foi descoberta em 1 de Abril de 1864 por Albert Marth.